# Samuel Hearne
Samuel Hearne (Londres, febrer de 1745 - Londres, novembre de 1792) fou un explorador, comerciant de pells, escriptor i naturalista anglès, recordat per ser el primer europeu a fer una excursió per terra pel nord del Canadà fins a arribar a l'oceà Àrtic. El 1774 Hearne va construir la Casa Cumberland de la Companyia de la Badia de Hudson, el primer lloc comercial a l'interior i el primer assentament permanent a l'actual província canadenca de Saskatchewan.

## Biografia

### Primers anys
Samuel Hearne va néixer el febrer de 1745 a Londres, Anglaterra. El pare de Hearne era un enginyer que va participar en els treballs del Pont de Londres, però va morir el 1748. Després de rebre algun tipus d'educació primària es va unir a la Royal Navy el 1756 com a guardiamarina, sota el comandament del capità Samuel Hood. Va romandre amb Hood durant la Guerra dels Set Anys, participant en moltes accions durant el conflicte, inclòs el bombardeig de Le Havre. Al final de la Guerra dels Set Anys, havent servit al canal de la Mànega i el Mediterrani, va deixar l'Armada el 1763. Les seves activitats durant els següents tres anys es desconeixen.
El febrer de 1766 es va unir a la Companyia de la Badia de Hudson com a pilot de la balandra Churchill, que es dedicava llavors al comerç amb els inuit en el fort del Príncep de Gal·les, localitzat a la desembocadura del riu Churchill (actual província de Manitoba). Dos anys més tard, es va convertir en pilot del bergantí Charlotte i va participar en una campanya de caça de la balena de Groenlàndia. El 1768, va reconèixer diversos trams de la costa de la badia de Hudson per tal de millorar la pesca del bacallà. Durant aquest temps es va guanyar una gran reputació en travessies amb raquetes de neu.
Hearne va ser capaç de millorar les seves habilitats de navegació mitjançant l'observació de l'astrònom i matemàtic William Wales, que es trobava a la badia de Hudson el 1768-69 per observar el trànsit de Venus per encàrrec de la Royal Society.

### El viatge d'exploració a l'interior

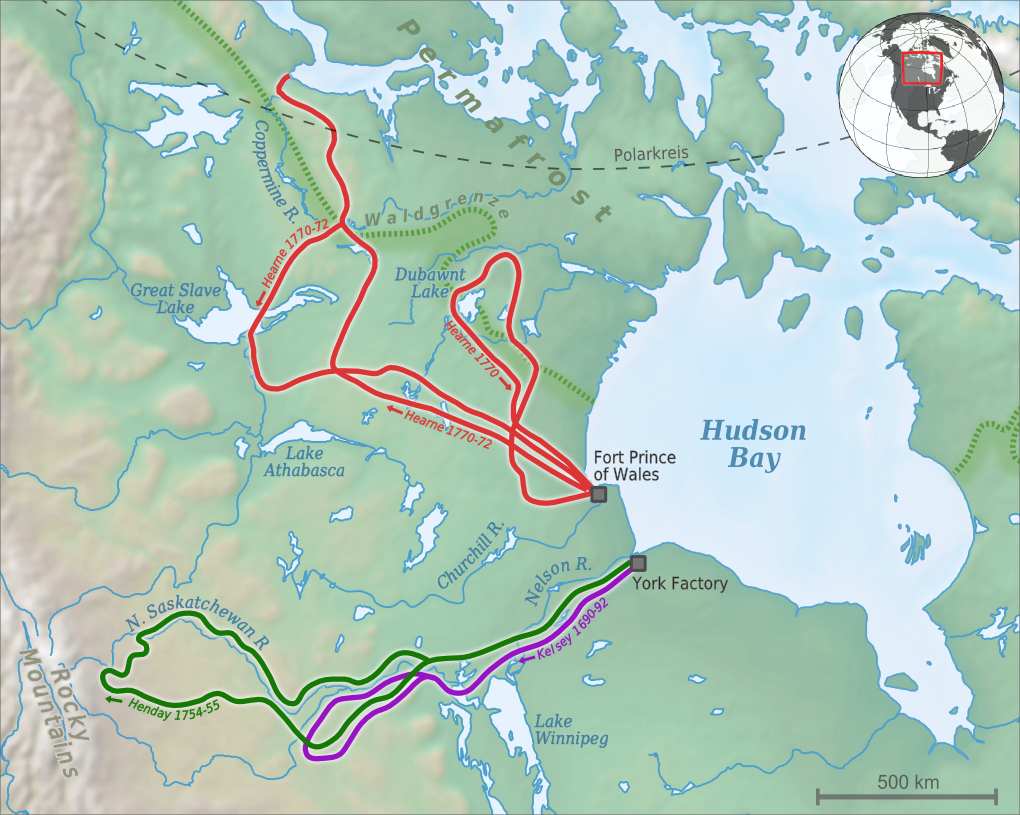
Mapa amb la segona i tercera expedició de Samuel Hearne (en vermell).

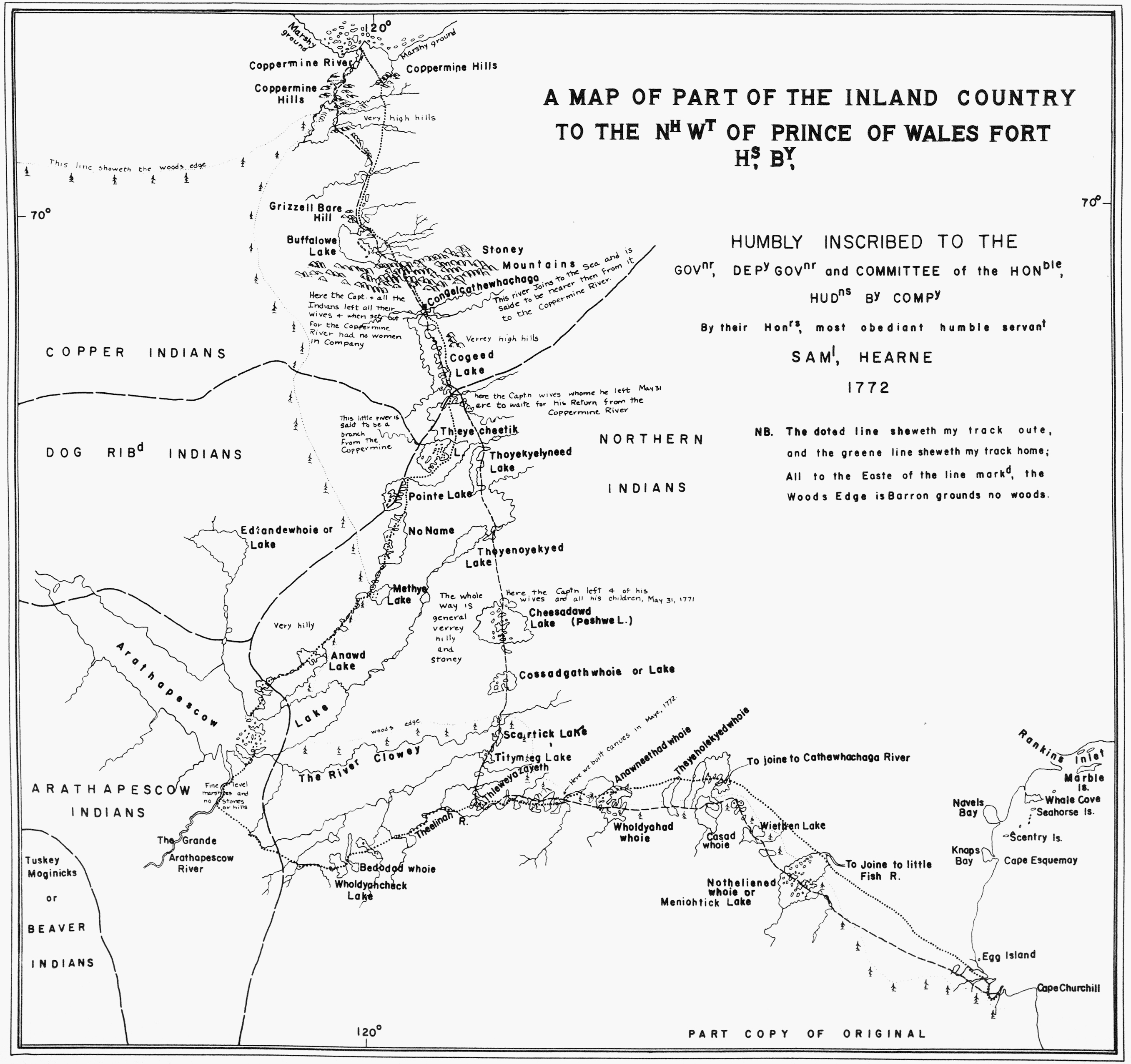
Mapa creat per Samuel Hearne de la seva expedició.

De 1769 a 1772 Hearne va estar ocupat en el descobriment del nord-oest canadenc, buscant sobretot les mines de coure descrites per alguns indis de les Primeres Nacions com el «riu del llunyà metall» ("Far-Away-Metall River"). Aquestes mines de coure van ser trobades a les Barren Lands, on el sòl està permanentment gelat a pocs centímetres de la superfície, creant, en moltes àrees, grans extensions de pantans infestats de mosquits i mosques durant el desglaç de l'estiu i per aquesta raó es va decidir que eren preferibles els viatges a l'hivern.
El seu primer intent es va iniciar el 6 de novembre 1769. Les grans dimensions de l'expedició i els molts europeus que participaven en l'equip van portar a la deserció dels seus guies indis i al fracàs de l'expedició. La seva segona expedició, a partir del 23 de febrer 1770, no va fructificar perquè es va trencar el seu quadrant i gran part del seu equip va ser robat, fent impossible la navegació per les grans planes nevades.
Aprenent dels errors de les dues primeres expedicions, Hearne aconseguí viatjar com a únic europeu amb un grup d'indis chippewyan dirigits pel gran cap Matonabbee. Aquesta tercera expedició va partir el desembre de 1770, per tal d'arribar al riu Coppermine a l'estiu, pensant a descendir cap a l'oceà Àrtic en canoes.
Matonabbee va mantenir un ritme ràpid, tan ràpid que va arribar a la gran travessa dels caribús abans que minvessin les provisions i a temps per la caça de primavera. Allà es reunien tots els caçadors indis del nord per caçar les grans bandades de caribús que migraven al nord durant l'estiu. Es va deixar un magatzem de carn pel viatge de Hearne i un grup de guerrers es va unir a l'expedició.
Els chipewyans eren generalment amistosos i un poble pacífic, tot i que en aquells moments estaven en disputes amb els inuit. Un gran nombre d'indis es van unir al grup de Hearne per acompanyar-los fins al riu Coppermine, amb la intenció d'assassinar els inuit, que se sabia visitaven sovint aquell riu.
El 14 de juliol de 1771, van arribar al riu Coppermine, en aquest lloc un petit rierol que flueix sobre un llit rocós en el "Barren Lands of the Little Sticks". Pocs quilòmetres riu avall, al damunt d'una cascada, hi havia les cúpules wigwams d'un campament inuit. A la 1 de la matinada del 17 de juliol de 1771, Matonabbee i els altres indis van caure sobre els esquimals adormits massacrant-los de forma despietada. Uns vint homes, dones i nens van ser assassinats, en un fet que serà conegut com la massacre de les cascades sagnants (Bloody Falls Massacre).
Uns dies més tard Hearne va ser el primer europeu a arribar a la riba de l'oceà Àrtic per una ruta terrestre. En rastrejar el riu Coppermine fins a l'Àrtic va quedar demostrat que no existia el Pas del Nord-oest a través del continent en latituds més baixes.
Aquesta expedició també va tenir èxit en el seu objectiu principal descobrir coure a la conca del riu Coppermine. No obstant això, després d'una recerca intensiva a la zona, només es va obtenir una quantitat de quatre lliures, cosa que feia inviable la seva explotació comercial.
Matonabbee va dur de nou Hearne fins a Churchill, donant una àmplia volta cap a l'oest, passant pel Gran Llac dels Ossos a la regió d'Athabasca. En ple hivern es va convertir en el primer europeu a veure i creuar el Gran Llac de l'Esclau. Hearne va tornar al Fort del Príncep de Gal·le el 30 de juny de 1772, després d'haver caminat uns 8.000 km i haver explorat una regió de més de 650.000 km².

### Resta de carrera
El 1774 va ser enviat a Saskatchewan per establir el Fort Cumberland, el segon lloc comercial a l'interior del Canadà de la Companyia de la Badia de Hudson (el primer va ser Henley House, establert el 1743 uns 200 km aigües amunt del riu Albany). Havent après a viure de la terra, va prendre provisions mínimes per a vuit europeus i dos guàrdies crees que l'acompanyaven.
Després de consultar amb alguns caps locals, Hearne va triar un lloc estratègic al llac Pine Island, al riu Saskatchewan, uns 100 km per sobre de Basquia. El lloc estava vinculat tant a la ruta comercial del riu Saskatchewan com al sistema fluvial del Churchill.
Arribà a ser governador de la fortalesa del Príncep de Gal·les el 22 de gener de 1776. El 8 d'agost de 1782 Hearne i el seu complement de 38 homes civils van haver de fer front a una força francesa comandada per Jean-François de La Pérouse, composta per tres naus, incloent-ne una de 74 canons, i 290 soldats. Com a veterà, Hearne va reconèixer que en l'enfrontament no tenien cap esperança i es va rendir sense disparar cap tret. A Hearne i a alguns dels altres capturats se'ls va permetre navegar de tornada cap a Anglaterra des de l'estret de Hudson en una petita xalupa.
Hearne tornar l'any següent, però es va trobar que el comerç s'havia deteriorat. La població indígena havia estat delmada per la verola i la fam a causa de la manca de l'habitual subministrament per a la caça de pólvora i municions. Matonabbee s'havia suïcidat i la resta dels indis principals de Churchill s'havien traslladat a altres llocs. La salut de Hearne va començar a fallar i va entregar el comandament de Churchill el 16 d'agost de 1787 i va tornar a Anglaterra.